# Septemvri (huyện)
Septemvri là một huyện thuộc tỉnh Pazardzhik, Bungaria. Dân số thời điểm năm 2001 là 29872 người.